# Effacement des lesbiennes

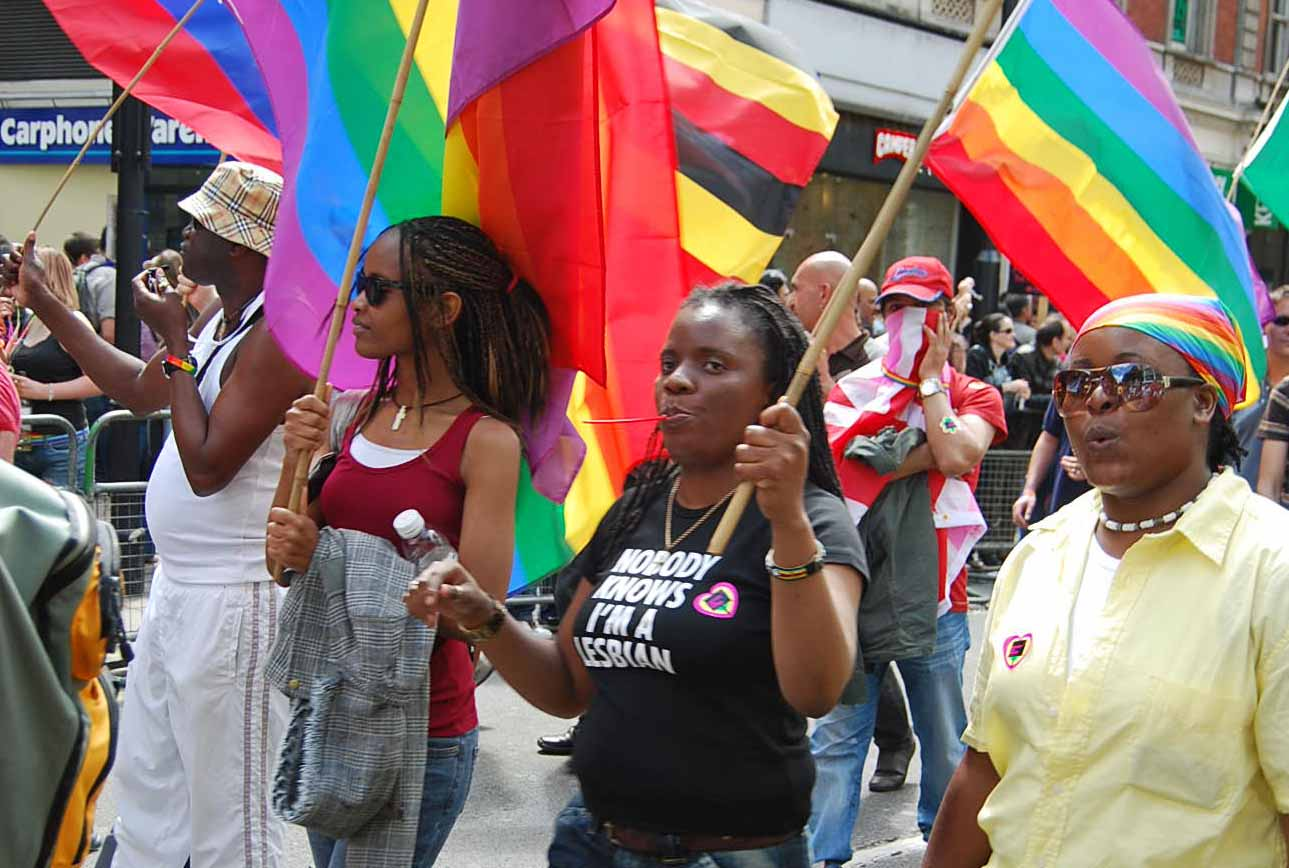
Le slogan « Nobody knows I'm a lesbian », notamment porté sur des tshirts, ici à la marche des fiertés de Londres 2008, est une réflexion ironique sur l'invisibilisation des lesbiennes.

Pour des articles plus généraux, voir Lesbophobie et Lesbianisme.
L'effacement des lesbiennes est la tendance à ignorer, supprimer, falsifier ou réexaminer la présence du lesbianisme dans l'histoire, le monde universitaire, les médias… Les lesbiennes peuvent également être ignorées au sein de la communauté LGBT et leur identité peut ne pas être reconnue,.

## Effacement de la réalité des lesbiennes derrière les fantasmes masculins
La chercheuse en théorie politique Smith souligne également l'exclusion des femmes de la recherche sur le sida (en) dans les Centres pour le contrôle et la prévention des maladies. Smith croit que ces effacements résultent du sexisme et suggère que ces questions devraient être traitées directement par l'activisme lesbien.
La journaliste et auteure Victoria A. Brownworth a écrit que l'effacement de la sexualité lesbienne à partir de documents historiques « is similar to the erasure of all autonomous female sexuality: women's sexual desire has always been viewed, discussed and portrayed within the construct and purview of the male gaze »,.
La prévalence du regard masculin fait que les contenus lesbiens pour les lesbiennes se retrouvent plus difficiles à trouver que les contenus, qu'elles considérent comme fétichisant, à destination des hommes : ainsi, en 2013, les résultats Google en français du terme « lesbienne » ne donnaient quasiment que des sites pornographiques en résultat, invisibilisant les lieux et sites lesbiens, tandis que le terme « gay » renvoyait vers des cafés ou des médias gays.

## Effacement de l'implication de lesbiennes dans l'histoire

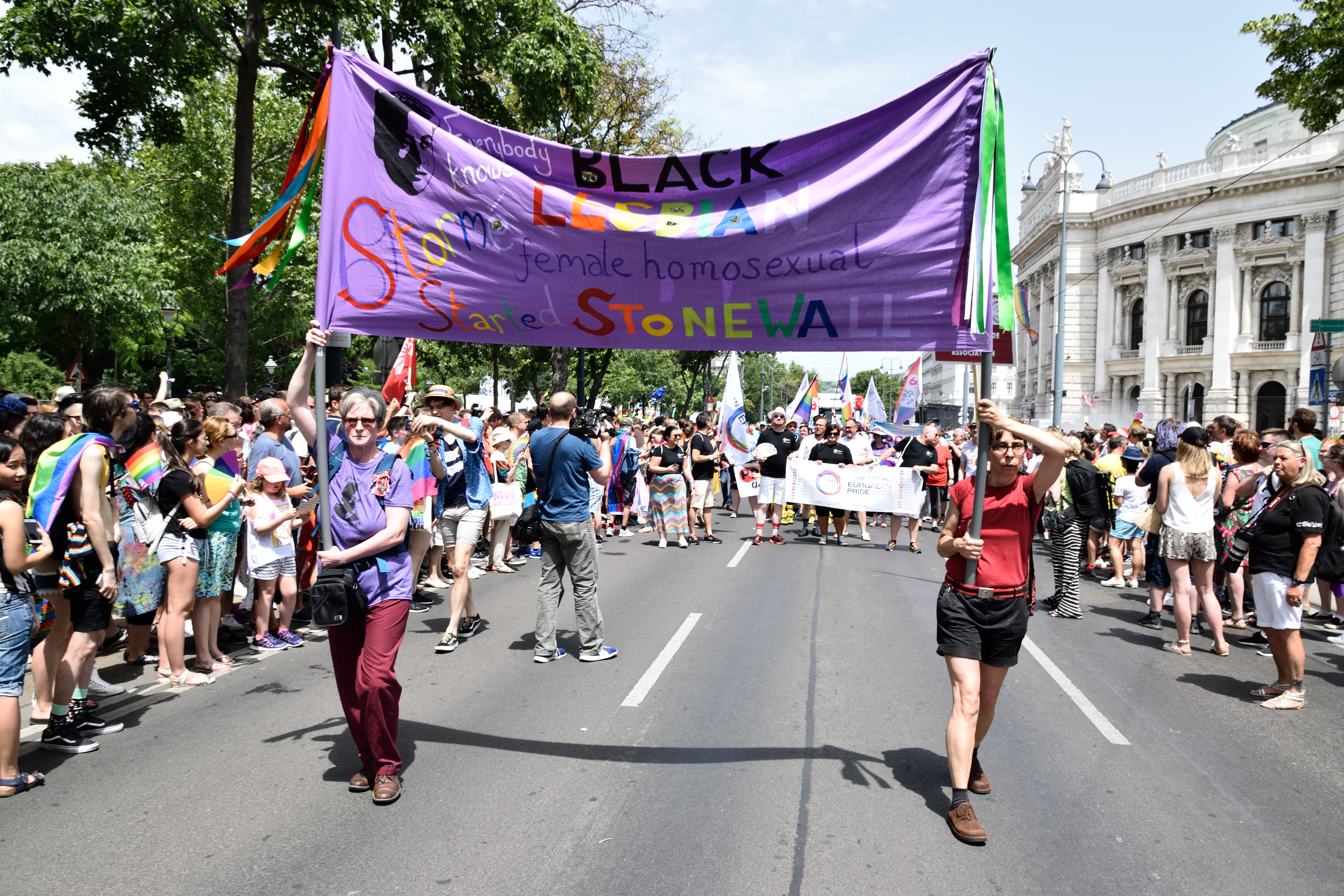
Bannière rendant hommage à l'implication de Stormé DeLarverie à Stonewall lors de l'Europride 2019.

Des organisations LGBT ne reconnaissent pas les contributions des lesbiennes; c'est le cas par exemple, en 2018, lorsqu'une déclaration du National Center for Lesbian Rights (en) au sujet des émeutes de Stonewall omet de mentionner l'implication de Stormé DeLarverie dans le soulèvement.

## Effacement du lesbianisme

### Par rapport à l'homosexualité masculine
La chercheuse en théorie politique Anna Marie Smith a déclaré que le lesbianisme a été effacé du « discours officiel » en Grande-Bretagne parce que les lesbiennes sont considérées comme des « homosexuels responsables » dans une dichotomie entre « homosexuels responsables » et « homosexualité dangereuse ». En conséquence, les pratiques sexuelles lesbiennes n'ont pas été criminalisées en Grande-Bretagne d'une manière similaire à la criminalisation des activités sexuelles homosexuelles masculines (en).

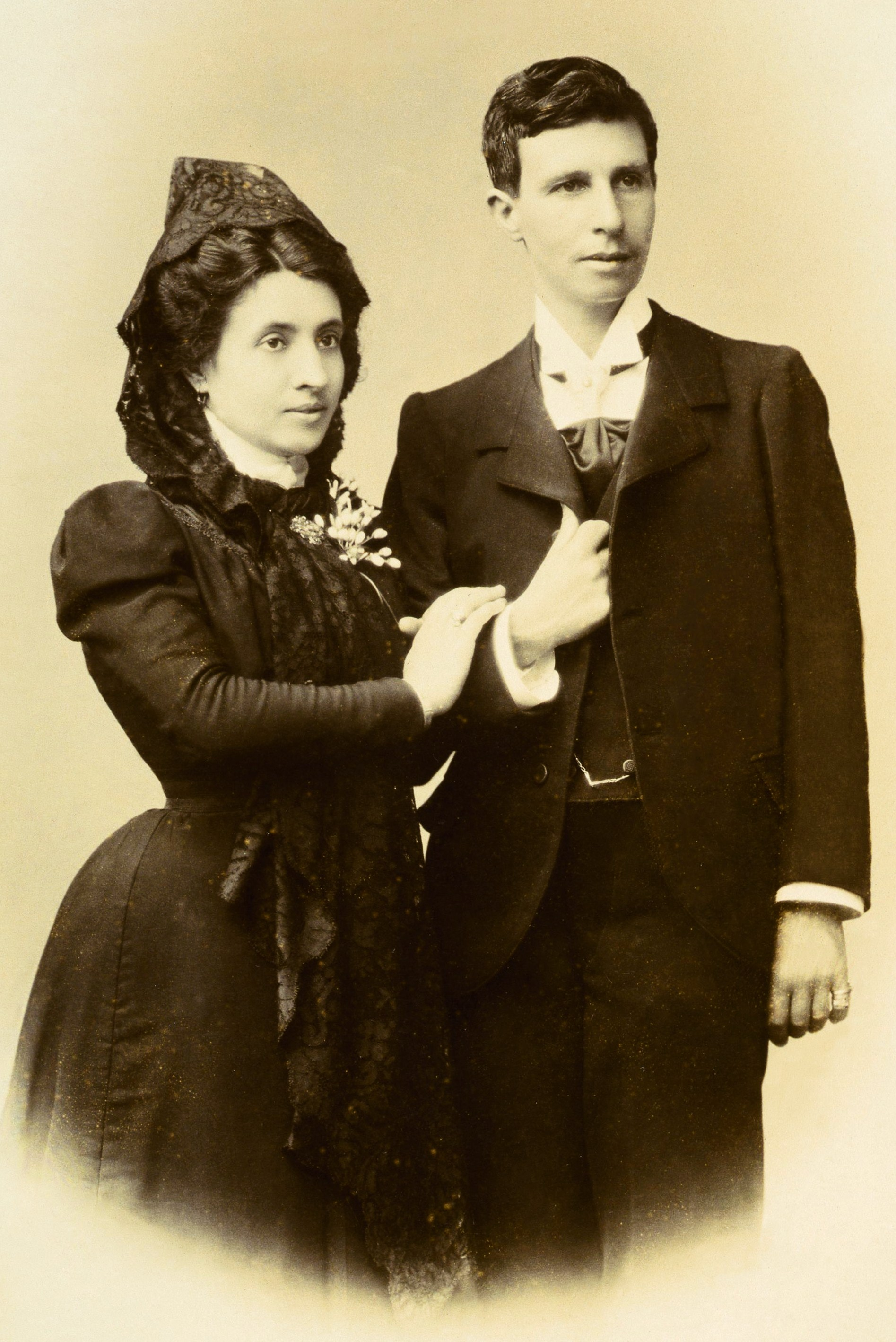
Les couples lesbiens, et plus particulièrement butch-fem, sont vus dans la pensée lesbophobe comme « quelqu'un qui se prend pour un homme » (la lesbienne la plus masculine) détournant l'autre (la lesbienne la plus féminine). Dans ce cadre, il n'y a plus de lesbiennes, mais uniquement de l'hétérosexualité.

### Par réduction à une forme de bisexualité féminine
La journaliste Evelyne Le Garrec analyse la manière dont une modalité de la bisexualité féminine, celle d'une femme mariée avec un homme et ayant une ou des relations avec des femmes en parallèle, est instrumentalisée contre le lesbianisme : d'une part, cet arrangement permet à l'hétérosexualité d'être plus acceptable à des femmes qui en seraient autrement sorties, les maintenant ainsi dans des relations où elles exécutent le travail reproductif et ménager au bénéfice des hommes ; d'autre part, la normalisation de la bisexualité dans cette optique permet aussi de pathologiser le lesbianisme, présentant l'absence de relation avec un homme comme un signe de névrose à soigner.

### Par les stéréotypes de genre
L'autrice lesbienne Christine Lemoine relève la manière dont les lesbiennes à l'allure masculine, notamment les butch, sont vues comme se prenant pour des hommes, tandis que les lesbiennes à l'allure féminine, notamment fem, sont vues comme hétérosexuelles, effaçant ainsi la multiplicité des vécus lesbiens au profit d'une vision fausse et simpliste où il n'y aurait au fond que des relations entre hommes et femmes.